# 父の日
父の日（ちちのひ）は、父に感謝を表す日。アメリカ合衆国のドッド夫人が「母の日」にならって、父親に感謝するために白いバラを贈ったのが始まり。

## 世界の主な父の日

### アメリカ合衆国（6月第3日曜日）

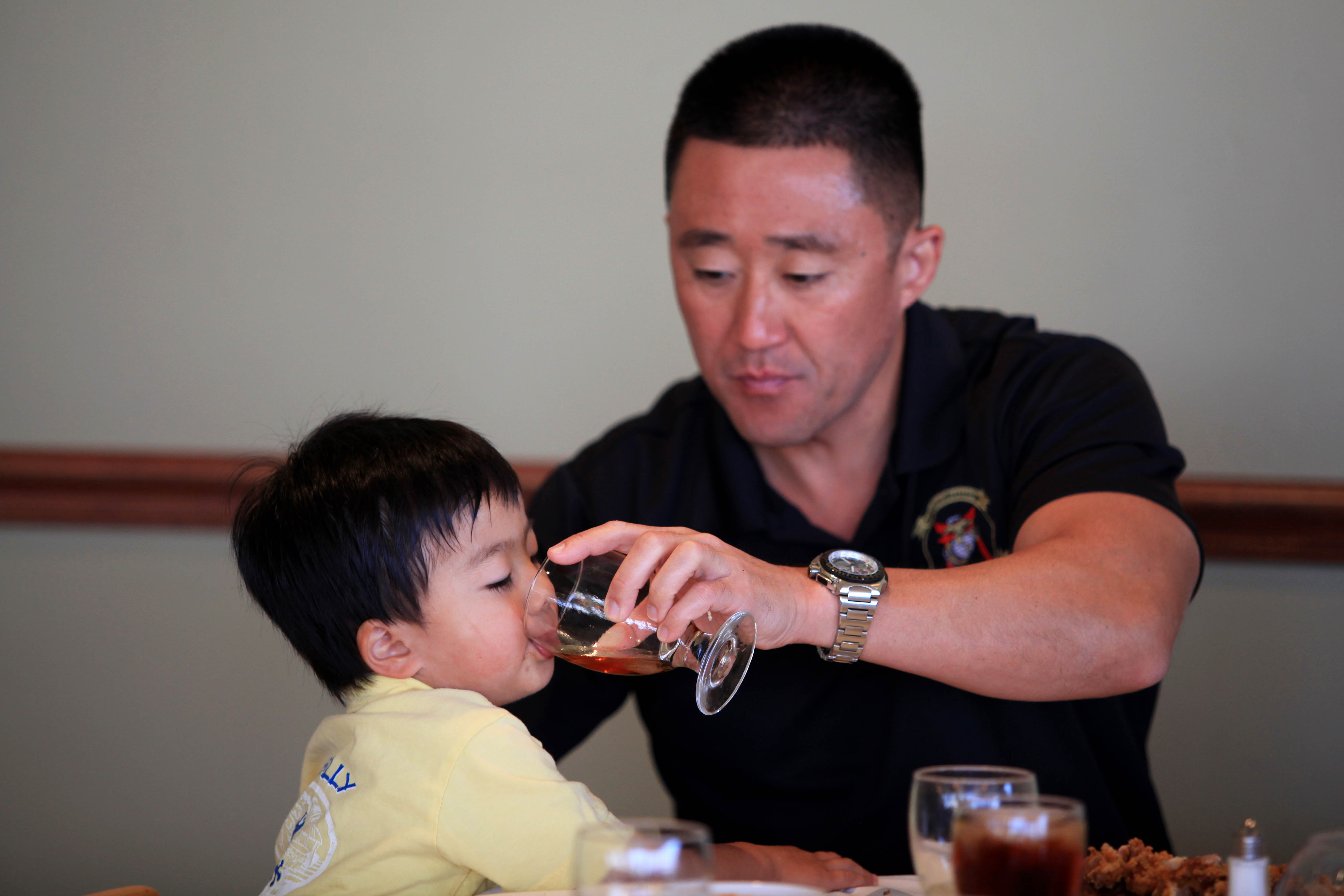
父の日昼食

1909年にアメリカ合衆国ワシントン州スポケーンのソノラ・スマート・ドッド（Sonora Smart Dodd）が、男手一つで自分を育ててくれた父を讃えて、キリスト教会の牧師にお願いして父の誕生月である6月に礼拝をしてもらったことがきっかけと言われている。彼女が幼い頃南北戦争が勃発。父ウィリアムが召集され、彼女を含む子供6人は母親が育てることになるが、母親は過労が元でウィリアムの復員後まもなく亡くなった。以来男手1つで育てられたが、ウィリアムも子供達が皆成人した後、亡くなった。当時既に母の日が始まっていたため、彼女は父の日もあるべきだと考え、「母の日のように父に感謝する日を」と牧師協会へ嘆願して始まった。最初の父の日の祝典は、その翌年の1910年6月19日にスポケーンで行われた。
1916年、第28代アメリカ合衆国大統領ウッドロー・ウィルソンは、スポケーンを訪れて父の日の演説を行い、これにより父の日が認知されるようになる。
1966年、同国第36代大統領リンドン・ジョンソンは、父の日を称賛する大統領告示を発し、毎年6月の第3日曜日を父の日に定めた。1972年になり、アメリカでは正式に国の記念日に制定される。
母の日の花がカーネーションなのに対し、父の日の花はバラ。ソノラ・スマート・ドッドが、父の日に父親の墓前に白いバラを供えたからとされている。1910年の最初の祝典の際には、YMCAの青年が、父を讃えるために、父が健在の者は赤いバラ、亡くなった者は白いバラを身につけたと伝えられる。

### 台湾（8月8日）
台湾の父の日（父親節）は毎年8月8日である。これは、「パパ」（表記は爸爸）と中国語での「八八」の発音が似ていることに由来している。

### ブラジル（8月第2日曜日）
ブラジルでは、母の日の3ヶ月後の毎年8月第2日曜日が「父の日」（Dia dos Pais）である。ただし、国の休日ではない。1950年代に Sylvio Bhering が、聖ヨアキムを彰して提唱した。

### ロシア

#### 10月第3日曜日
ロシア連邦大統領ウラジーミル・プーチンは2021年10月4日、同年より10月第3日曜日を「父の日」とする大統領令に署名した。少子化による人口減少が問題になっており、男性の子育て参加を促す狙いがある。

#### 2月23日
ロシアでは、毎年2月23日が「祖国防衛の日」（День защитника Отечества）とされ、軍人・退役軍人に感謝する他に、父親・夫・男性に感謝する日となっている。これと対となる母親・妻・女性の日は、毎年3月8日の国際女性デーである。
元はソ連の祝日で、1918年2月23日に赤軍が初の対独戦闘に勝利したことを記念し「赤軍の日」（День Красной Армии）として制定され、1949年に「ソビエト陸海軍の日」（День Советской Армии и Военно-Морского флота）と改名された。ソビエト連邦の崩壊後の2002年に、現在の名称でロシアの祝日となった。

### イラン（アリーの誕生日）
イランでは、アリー・イブン・アビー・ターリブの誕生日であるヒジュラ暦第7月（ラジャブ）13日が、父の日になる。

### 聖ヨセフの日（カトリック圏）

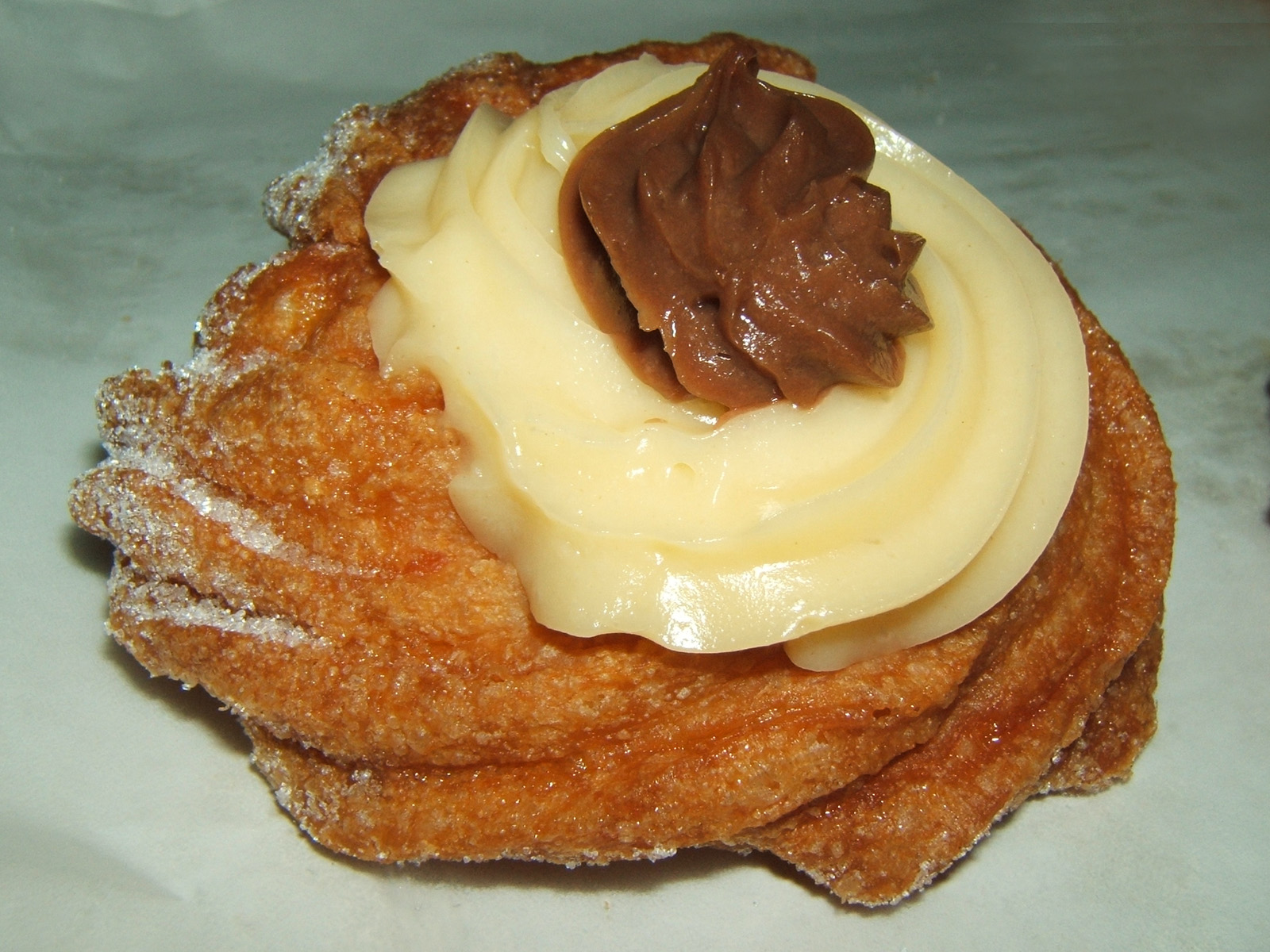
ゼッポレ

イタリアやスペインなどカトリック系の国では、毎年3月19日聖ヨセフの日が父の日になる。イタリアでは、父親に感謝の気持ちを伝え、伝統菓子のゼッポレを買ってきて食べる習慣がある。

### 昇天日（ドイツ）
ドイツでは、国の休日である昇天日（復活祭の39日後の木曜日で、早ければ毎年4月30日、遅ければ毎年6月2日）が、「父の日」(Vatertag) でもある。「男の日」（Männertag) や「紳士の日」(Herrentag）とも呼ばれる。

## 日付の一覧
| 日取り         | 早い日   | 遅い日   | 採用国 |
| -------------- | -------- | -------- | --- |
| 01月06日       | 01月06日 | 01月06日 | セルビア |
| 02月23日       | 02月23日 | 02月23日 | ロシア |
| 03月19日       | 03月19日 | 03月19日 | アンドラ、 ボリビア、 ホンジュラス、 イタリア、 リヒテンシュタイン、 ポルトガル、 スペイン、 ホンジュラス、 モザンビーク、 クロアチア |
| 05月08日       | 05月08日 | 05月08日 | 韓国（「両親の日」として） |
| 05月第2日曜日  | 05月08日 | 05月14日 | ルーマニア |
| 0昇天日        | 04月30日 | 06月02日 | ドイツ |
| 05月第3日曜日  | 05月15日 | 05月21日 | トンガ |
| 06月第1日曜日  | 06月01日 | 06月07日 | スイス、 リトアニア |
| 06月05日       | 06月05日 | 06月05日 | デンマーク |
| 06月第2日曜日  | 06月08日 | 06月14日 | オーストリア、 ベルギー |
| 06月17日       | 06月17日 | 06月17日 | エルサルバドル、 パキスタン、 グアテマラ |
| 06月第3日曜日  | 06月15日 | 06月21日 | 日本、 中国、 プエルトリコ、 アメリカ合衆国、 インド、 イギリス、 カナダ、 チリ、 コロンビア、 コスタリカ、 フランス、 トルコ、 ペルー、 スロバキア、 南アフリカ共和国、 シンガポール、 ウクライナ、 メキシコ、 アイルランド、 オランダ、 ギリシャ、 アルゼンチン、 パラグアイ、 キューバ、 エクアドル、 パナマ、 ベネズエラ、 香港、 マレーシア、 ケニア |
| 06月23日       | 06月23日 | 06月23日 | ポーランド、 ニカラグア |
| 07月第2日曜日  | 07月08日 | 07月14日 | ウルグアイ |
| 07月最終日曜日 | 07月25日 | 07月31日 | ドミニカ共和国 |
| 08月08日       | 08月08日 | 08月08日 | 台湾 |
| 08月第2日曜日  | 08月08日 | 08月14日 | ブラジル、 サモア |
| 09月第1日曜日  | 09月01日 | 09月07日 | オーストラリア、 ニュージーランド |
| 09月第2日曜日  | 09月08日 | 09月14日 | ラトビア |
| 10月第1日曜日  | 10月01日 | 10月07日 | ルクセンブルク |
| 10月第3日曜日  | 10月15日 | 10月21日 | ロシア |
| 11月第2日曜日  | 11月08日 | 11月14日 | フィンランド、 ノルウェー、 アイスランド、 スウェーデン、 エストニア |
| 12月05日       | 12月05日 | 12月05日 | タイ |
| 12月26日       | 12月26日 | 12月26日 | ブルガリア |